# Mecomma ambulans
Mecomma ambulans är en insektsart som först beskrevs av Carl Fredrik Fallén 1807.  Mecomma ambulans ingår i släktet Mecomma och familjen ängsskinnbaggar. Arten är reproducerande i Sverige. Inga underarter finns listade i Catalogue of Life.